# 哈德利鎮區 (密歇根州)
哈德利鎮區（英語：Hadley Township）是位於美國密歇根州拉皮爾縣的一個行政鎮區。

## 地方資料
哈德利鎮區的面積為93.40平方千米，當中陸地面積為91.40平方千米，而水域面積為2.00平方千米。根據2020年美國人口普查的數據，當地共有人口4547人，而人口密度為每平方千米48.68人。